# Piel humana
La piel humana es la cubierta exterior del cuerpo y forma parte del sistema tegumentario. La piel humana es el órgano más grande, extenso y pesado del cuerpo (alrededor de 10 % de la masa corporal total de un adulto medio). En adultos, su superficie es de aproximadamente 1,8 m2, su grosor varía de 0,5 mm (en los párpados) a 4-5 mm (parte superior de la espalda en particular). Sin embargo, su superficie de intercambio es mucho más pequeña que la del pulmón (140 m2) o la del intestino (300 m2) y es mucho menos permeable. La especialidad de la medicina que se ocupa de la piel y sus afecciones es la dermatología.
La piel tiene capas que protegen los músculos, huesos, ligamentos y órganos internos. La piel humana es similar a la piel de la mayoría de los otros mamíferos. Aunque casi toda la piel humana está cubierta de folículos pilosos, puede parecer sin pelo. Hay dos tipos generales de piel, piel peluda y piel lampiña (sin pelo). El adjetivo cutáneo significa literalmente "de la piel" (del latín cutis, piel). Debido a que interactúa con el medio ambiente, la piel juega un papel importante en la inmunidad al proteger el cuerpo contra los patógenos y la pérdida excesiva de agua. Sus otras funciones son el aislamiento, la regulación de la temperatura, la sensación, la síntesis de vitamina D y la protección de los folatos de vitamina B. En los seres humanos, la pigmentación de la piel (afectada por la melanina) varía entre las poblaciones, y el tipo de piel puede variar de seca a no seca y de grasa a no grasa. Tal variedad de piel proporciona un hábitat rico y diverso para bacterias que suman aproximadamente 1000 especies de 19 filos, presentes en la piel humana.

## Estructura

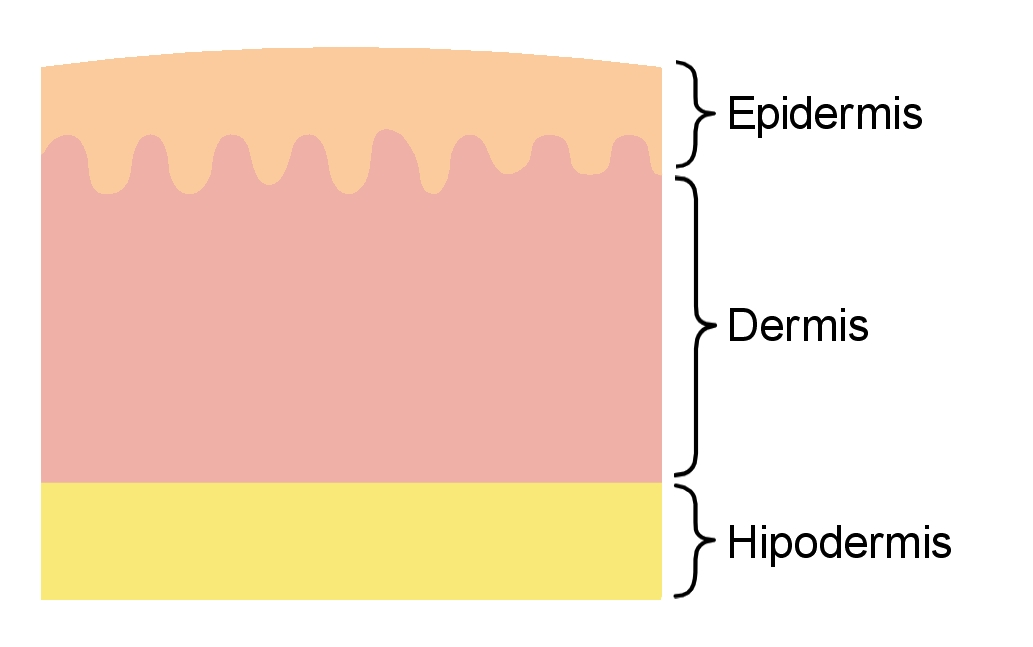
La piel está formada por una capa superficial denominada epidermis y otra profunda llamada dermis. Bajo la dermis se encuentra la hipodermis o tejido celular subcutáneo.

La piel humana comparte propiedades anatómicas, fisiológicas, bioquímicas e inmunológicas con otras líneas de mamíferos, especialmente la piel de cerdo. Comparte proporciones de espesor epidérmico y dérmico, patrones similares de folículos pilosos y de vasos sanguíneos.
La piel tiene tanto células mesodérmicas, pigmentación, así como melanina proporcionada por los melanocitos, que absorben parte de la radiación ultravioleta (UV) potencialmente peligrosa de la luz solar. También contiene enzimas de reparación del ADN que ayudan a revertir el daño de los rayos UV, de modo que las personas que carecen de los genes para estas enzimas sufren altas tasas de cáncer de piel. Una forma predominantemente producida por la luz ultravioleta, el melanoma maligno, es particularmente invasiva, lo que hace que se propague rápidamente y, a menudo, puede ser mortal. La pigmentación de la piel humana varía entre las poblaciones de manera sorprendente. Esto ha llevado a la clasificación de las personas en función del color de la piel.
En términos de su extensión, en área o superficie , la piel es el segundo órgano más grande del cuerpo humano (el interior del intestino delgado es de 15 a 20 veces más grande). Para el ser humano adulto promedio, la piel tiene un área de superficie de 1,5 a 2.0 m2. El grosor de la piel varía considerablemente en todas las partes del cuerpo, y entre hombres y mujeres, jóvenes y ancianos. Un ejemplo es la piel del antebrazo, que tiene un promedio de 1.3 mm en los hombres y 1,26 mm en las mujeres. Se ha calculado que un fragmento de 6,5 cm2 de piel alberga 650 glándulas sudoríparas, 20 vasos sanguíneos, 60.000 melanocitos y más de 1000 terminaciones nerviosas. La célula de piel humana promedio tiene alrededor de 30 μm de diámetro, oscilando entre 25 y 40 μm2, dependiendo de una variedad de factores.[cita requerida]

### Composición química

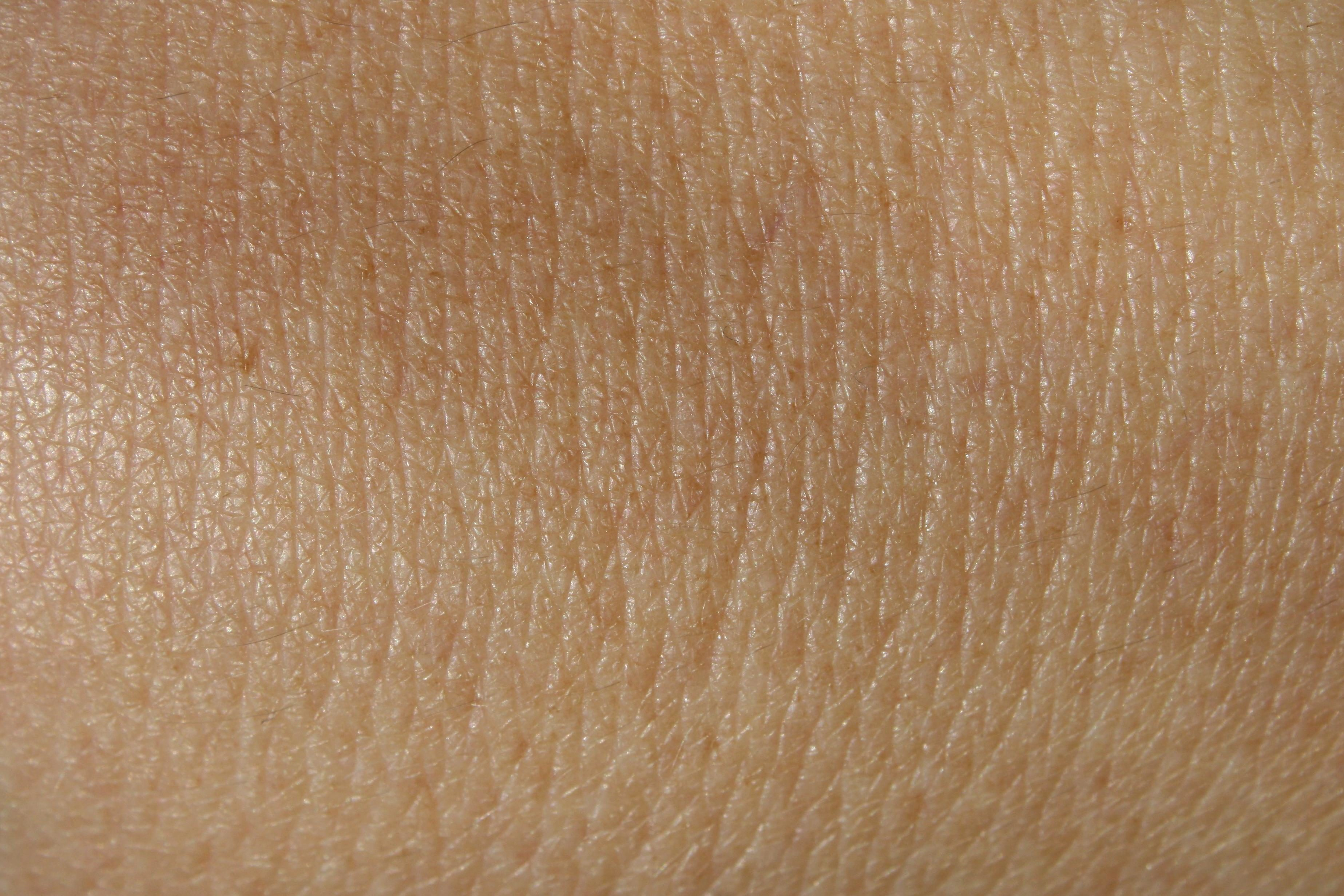
Vista cercana de la estructura de la piel humana.

La composición de la piel es diversa y depende de varios factores como la edad o el género:
- 70 % de agua (su distribución es variable, la hipodermis mucho más hidratada)

- 27 % de proteínas (carbono, hidrógeno, oxígeno y nitrógeno, así como aminoácidos, proteínas, hormonas y enzimas)

- 2 % de lípidos (carbono, hidrógeno, oxígeno, así como fosfolípidos, ácidos grasos, triglicéridos, etc.)

- 0,5 % sales minerales (sodio, magnesio, potasio, hierro, cobre, zinc, azufre, fósforo, yodo, manganeso…)

### Dermatoglifo

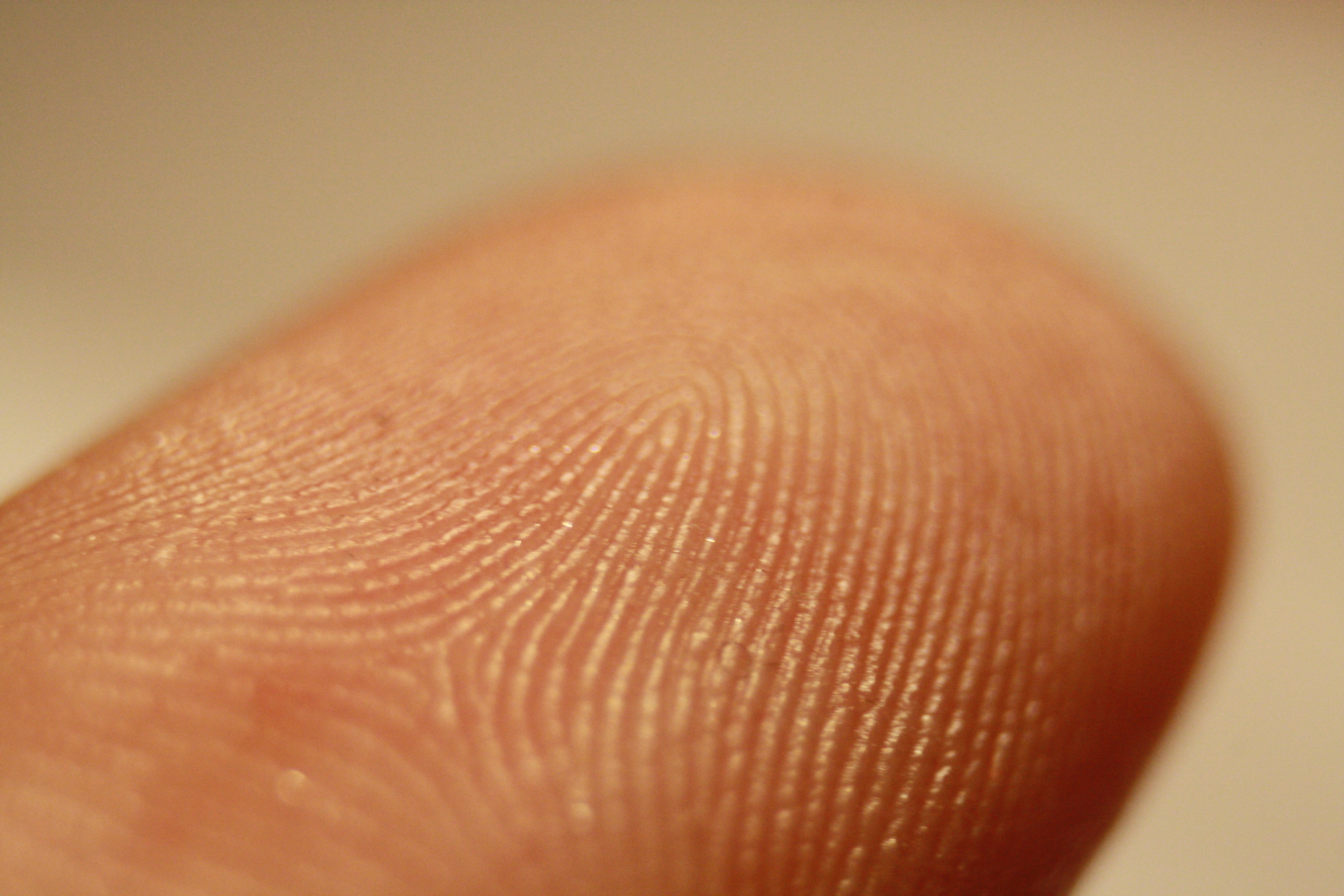
Dermatoglifos del dedo que muestran las crestas y pliegues papilares.

Los dermatoglifos son las figuras de la superficie palmar de las manos, plantas de los pies, dedos (huellas dactilares) y dedos de los pies humanos, dibujadas por los pliegues y crestas epidérmicas. Presentes desde el nacimiento, nunca cambian de forma y son específicos de cada individuo. Los rebordes aumentan la capacidad de fricción de las superficies de manos y pies y, por tanto, reafirman el agarre. De hecho, en los mamíferos, las almohadillas palmares y plantares, especialmente marcadas en las formas de caminar, se aplanan con el arborismo y el desarrollo de las funciones de prensión y tacto. En los hominoides, la superficie de la mano se ha vuelto casi plana y las formaciones dermatoglíficas a veces ni siquiera indican la ubicación primitiva de las almohadillas.
También parecen jugar un papel en la sensibilidad, siempre que la piel se encuentre en una situación de fricción o presión. Por ejemplo, la almohadilla externa de las falanges de chimpancés y gorilas está revestida con él, mientras que no tiene función de prensión.

## Capas de la piel
La piel humana está compuesta por tres capas primarias: la epidermis, la dermis y la hipodermis.

### Epidermis
La epidermis, "epi" (del griego que significa "sobre" o "superior"), es la capa más externa de la piel. Forma la envoltura protectora e impermeable sobre la superficie del cuerpo que también sirve como barrera contra las infecciones y está formada por epitelio escamoso estratificado con una lámina basal subyacente. La epidermis no contiene vasos sanguíneos, y las células de las capas más profundas se nutren casi exclusivamente del oxígeno difundido del aire circundante y, en mucho menor grado, de los capilares sanguíneos que se extienden hasta las capas externas de la dermis. El principal tipo de células que componen la epidermis son los queratinocitos, los melanocitos, las células de Langerhans y las células de Merkel. La epidermis se puede subdividir en estratos La capa de piel queratinizada es responsable de mantener el agua en el cuerpo y de mantener fuera otros químicos y patógenos dañinos, lo que convierte a la piel en una barrera natural contra las infecciones.

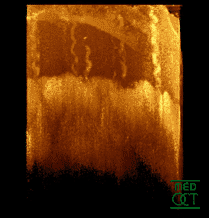
Proyección 2D de un tomograma OCT 3D de la piel en la yema del dedo, que representa el estrato córneo (~500 µm de espesor) con el estrato disyuntivo en la parte superior y el estrato lúcido en el medio. En la parte inferior están las partes superficiales de la dermis. Los conductos de sudor son claramente visibles.

#### Capas
La epidermis se divide para su estudio, en varios estratos o capas. Las células que se forman mediante mitosis en las capas más internas, son empujadas a través de los estratos cambiando de forma y composición a medida que se diferencian y se llenan de queratina. Después de alcanzar la capa externa del estrato córneo, finalmente se "desprenden" (descamación). Este proceso de queratinización tiene lugar en cuestión de semanas. Antes se creía que el estrato córneo era "una capa epidérmica externa simple, biológicamente inactiva, que comprende una red fibrilar de queratina muerta".  Ahora se conoce que esto no es cierto y que el estrato córneo debe considerarse como un tejido vivo. Si bien es cierto que el estrato córneo está compuesto principalmente por queratinocitos diferenciados terminalmente llamados corneocitos anucleados, estas células permanecen vivas y metabólicamente funcionales hasta que se descaman.

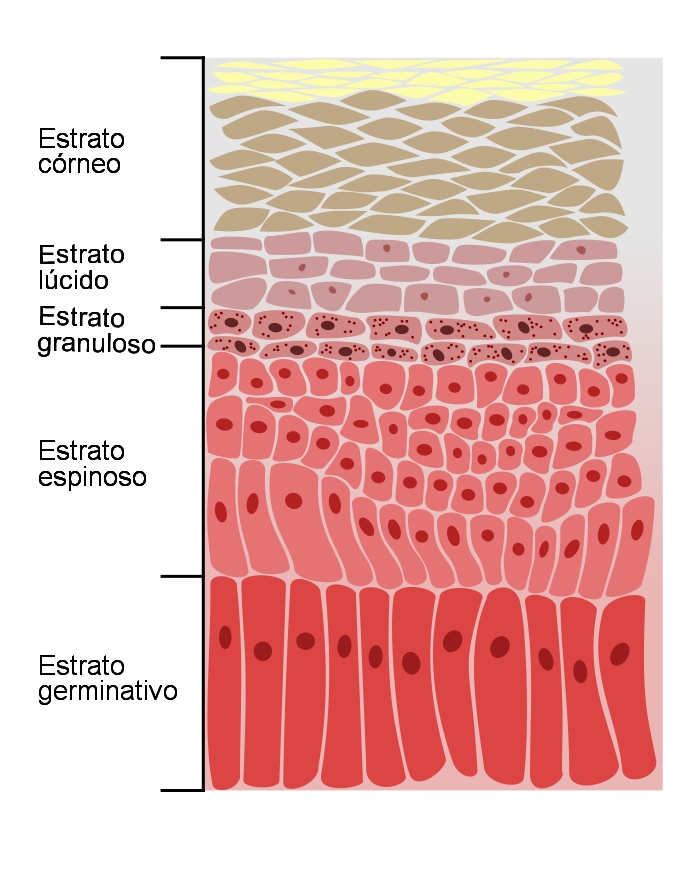
Capas de la epidermis.

#### Subcapas
La epidermis se divide para su estudio, en 5 subcapas o estratos:
- Estrato córneo (Stratum corneum)
- Estrato lúcido (Stratum lucidum)
- Estrato granuloso (Stratum granulosum)
- Estrato espinoso (Stratum spinosum)
- Estrato basal (Stratum basale) (también llamado "estrato germinativo" o stratum germinativum)

Los capilares sanguíneos se encuentran debajo de la epidermis y están vinculados a una arteriola y una vénula.

#### Genes y proteínas expresados en la epidermis
Alrededor del 70% de todos los genes humanos que codifican proteínas se expresan en la piel. Casi 500 genes tienen un patrón elevado de expresión en la piel. Hay menos de 100 genes que son específicos de la piel y estos se expresan en la epidermis. Un análisis de las proteínas correspondientes muestra que estas se expresan principalmente en los queratinocitos y tienen funciones relacionadas con la diferenciación escamosa y la cornificación.

### Dermis
La dermis es la capa de piel debajo de la epidermis que consta de tejido conectivo y protege al cuerpo del estrés y la tensión. La dermis está estrechamente unida a la epidermis por una membrana basal. También alberga muchas terminaciones nerviosas que proporcionan el sentido del tacto y el calor. Contiene los folículos pilosos, las glándulas sudoríparas, las glándulas sebáceas, las glándulas apocrinas, los vasos linfáticos y los vasos sanguíneos. Los vasos sanguíneos de la dermis nutren y eliminan los desechos de sus propias células, así como del estrato basal de la epidermis.
La dermis se divide estructuralmente en dos áreas: un área superficial adyacente a la epidermis, llamada región papilar, y un área profunda más gruesa, conocida como región reticular.

#### Región papilar

Representación las tres glándulas de la piel humana: la glándula sebácea, la glándula ecrina y la glándula apocrina. Se añade un pelo para mostrar la ubicación real de las dos glándulas sudoríparas.

La región papilar se compone de tejido conectivo areolar laxo. Recibe su nombre por sus proyecciones en forma de dedos llamadas papilas, que se extienden hacia la epidermis. Las papilas proporcionan a la dermis una superficie "irregular" que se entrelaza con la epidermis, fortaleciendo la conexión entre las dos capas de piel. En las palmas de las manos, los dedos de las manos, las plantas de los pies y los dedos de los pies, la influencia de las papilas que se proyectan en la epidermis forma contornos en la superficie de la piel. Estas crestas epidérmicas se presentan en patrones (huella dactilar) que están determinados genética y epigenéticamente y, por lo tanto, son exclusivos del individuo, lo que hace posible el uso de huellas dactilares o pisadas como medio de identificación.

#### Región reticular
La región reticular se encuentra profunda en la región papilar y suele ser mucho más gruesa. Está compuesto por tejido conectivo irregular denso, y recibe su nombre de la densa concentración de fibras colágenas, elásticas y reticulares que se entrelazan a lo largo de él. Estas fibras proteicas dan a la dermis sus propiedades de fuerza, extensibilidad y elasticidad. Dentro de la región reticular también se encuentran las raíces de los pelos, las glándulas sebáceas, las glándulas sudoríparas, los receptores, las uñas y los vasos sanguíneos. La tinta de un tatuaje se mantiene en la dermis. Las estrías, muchas veces por el embarazo y la obesidad, también se localizan en la dermis.

### Tejido subcutáneo
El tejido subcutáneo (también hipodermis y subcutis) no forma parte de la piel, sino que se encuentra debajo de la dermis. Su propósito es adherir la piel al hueso y al músculo esquelético subyacentes, así como suministrarle vasos sanguíneos y nervios. Se compone de tejido conjuntivo laxo, tejido adiposo y elastina. Los principales tipos de células son los fibroblastos, los macrófagos y los adipocitos (el tejido subcutáneo contiene el 50% de la grasa corporal).

## Desarrollo

### Color de piel

Mano de una persona afectada por vitíligo.

La piel humana muestra una gran variedad de color de piel, desde el marrón más oscuro (llamada comúnmente "piel negra", típica en África) hasta los tonos más claros de color blanco rosado (llamada "piel blanca", muy común especialmente en el norte de Europa). La piel humana muestra una mayor variación de color que cualquier otra especie de mamífero y es el resultado de la selección natural. La pigmentación de la piel en humanos evolucionó para regular principalmente la cantidad de radiación ultravioleta (UVR) que penetra en la piel, controlando sus efectos bioquímicos.
La piel de un color muy pálido puede denotar albinismo o afecciones como la anemia. También esta condición aparece en personas de tez clara cuando fallecen, es la llamada "palidez cadavérica". 
El color real de la piel de diferentes humanos se ve afectado por muchas sustancias, aunque la sustancia más importante que determina el color de la piel humana es el pigmento melanina. La melanina se produce dentro de la piel en células llamadas melanocitos y es el principal determinante del color de la piel de los humanos de piel más oscura. El color de la piel de las personas de piel clara está determinado principalmente por el tejido conectivo blanco azulado debajo de la dermis y por la hemoglobina que circula en las venas de la dermis. El color rojo que subyace en la piel se hace más visible, especialmente en la cara, cuando, como consecuencia del ejercicio físico o de la estimulación del sistema nervioso (ira, miedo) o emociones como la vergüenza o enamoramiento, las arteriolas se dilatan.
Hay al menos cinco pigmentos diferentes que determinan el color de la piel. Estos pigmentos están presentes en diferentes niveles y lugares.
- Melanina: Es de color marrón y está presente en la capa basal de la epidermis.
- Melanoide: se parece a la melanina, pero está presente de forma difusa en toda la epidermis.
- Caroteno: este pigmento es de color amarillo a naranja. Está presente en el estrato córneo y las células grasas de la dermis y la fascia superficial.
- Hemoglobina: se encuentra en la sangre y no es un pigmento de la piel, sino que adquiere un color púrpura.
- Oxihemoglobina: También se encuentra en la sangre y no es un pigmento de la piel. Desarrolla un color rojo.

Existe una correlación entre la distribución geográfica de la radiación UV (UVR) y la distribución de la pigmentación de la piel autóctona en todo el mundo. Las áreas que resaltan mayores cantidades de UVR reflejan poblaciones de piel más oscura, generalmente ubicadas más cerca del ecuador. Las áreas alejadas de los trópicos y más cercanas a los polos tienen menor concentración de UVR, lo que se refleja en poblaciones de piel más clara.
En la misma población se ha observado que las mujeres adultas tienen una pigmentación de la piel considerablemente más clara que los hombres. Las hembras necesitan más calcio durante el embarazo y la lactancia, y la vitamina D, que se sintetiza a partir de la luz solar, ayuda a absorber el calcio. Por esta razón, se cree que las mujeres pueden haber evolucionado para tener una piel más clara para ayudar a sus cuerpos a absorber más calcio.
La escala de Fitzpatrick es un esquema de clasificación numérica para el color de la piel humana desarrollado en 1975 como una forma de clasificar la respuesta típica de diferentes tipos de piel a la luz ultravioleta (UV):
|     | Características                               | Color                                                                                  |
| I   | Siempre se quema y enrojece, nunca se broncea | pálido, clara, pecas. Generalmente en albinos o habitantes del norte de Europa.        |
| II  | Generalmente se quema, a veces se broncea     | clara, a veces amarillento (de raza mongoloide asiática, típica en el Lejano Oriente). |
| III | Puede quemarse, generalmente se broncea       | Marrón claro                                                                           |
| IV  | Rara vez se quema, siempre se broncea         | marrón oliva o cobrizo, típico de los aborígenes americanos.                           |
| V   | Pigmentación constitucional moderada          | Marrón. Conocida como "piel canela" o "moreno".                                        |
| VI  | Pigmentación constitucional marcada           | Marrón muy oscuro, tirando a negruzco                                                  |

Aunque la raza está vinculada con el color de piel, en algunos casos puede variar según el mestizaje.  Así, se tienen mestizos (mezcla de raza caucásica y aborigen americano) cuyo tono de pie varía entre el cobrizo medio al muy claro y mulatos (mezcla de caucásico con africano) cuya tonalidad varía entre marrón oscuro al beige muy claro. En ambos casos, las tonalidades más claras se hace llamar "moreno claro" a juzgar por el color del cabello que suele ser negro.
Por otra parte, algunas patologías pueden incidir en ell color de la piel. La escarlatina puede tornar la piel de un color rojo muy marcado, mientas que las enfermedades del hígado como la ictericia o la hepatitis pueden teñir la piel de un color amarillo vivo a veces con un ligero tinte verdoso.

### Envejecimiento

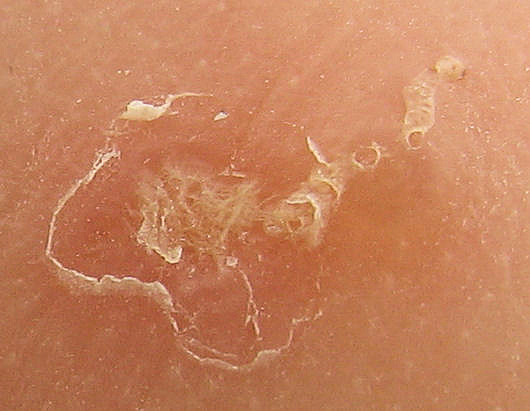
Piel infectada con sarna

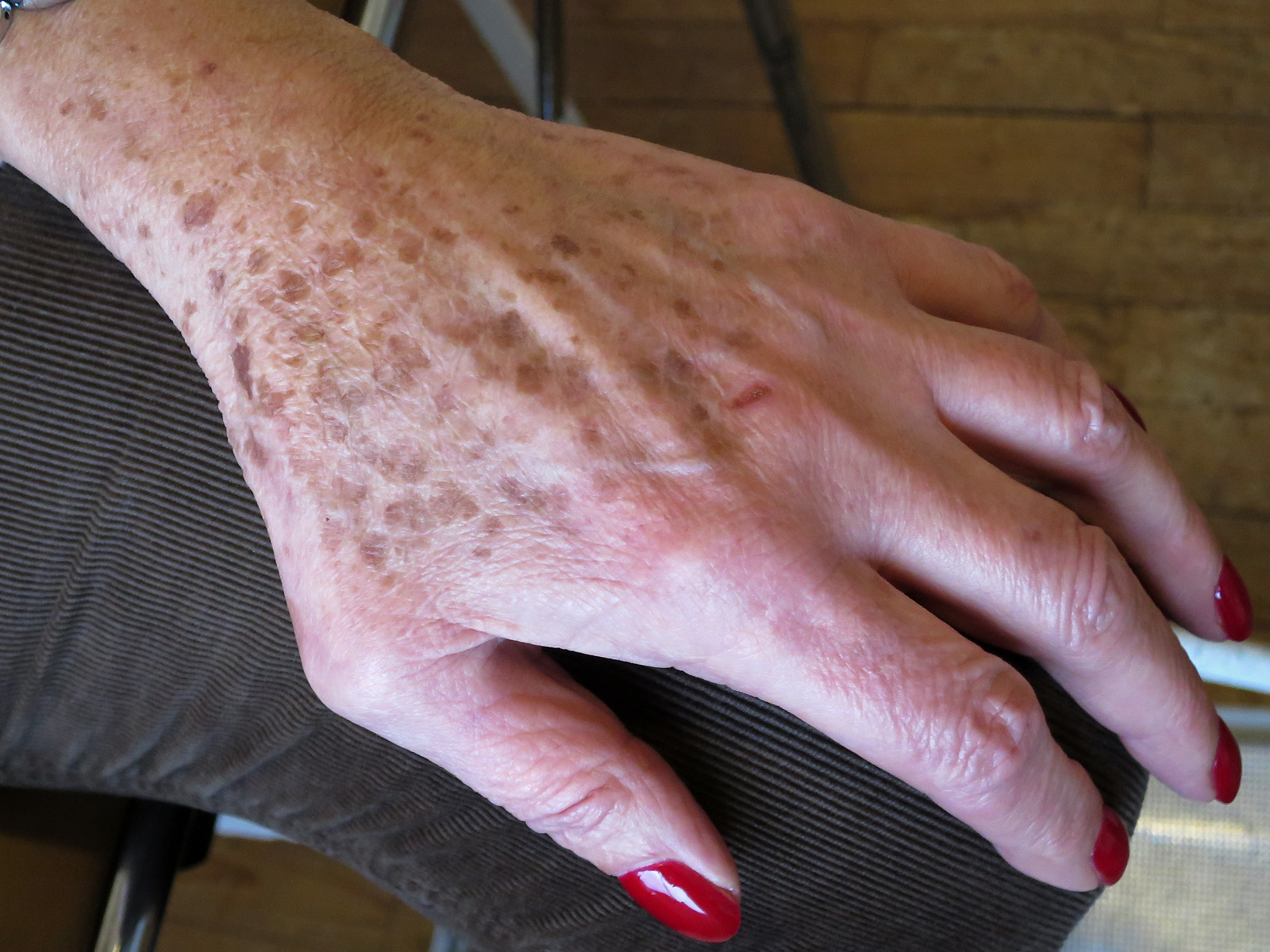
Léntigo senil en la piel del dorso de la mano.

A medida que la piel envejece, se vuelve más delgada y se daña más fácilmente. La intensificación de este efecto es la disminución de la capacidad de la piel para curarse a sí misma a medida que una persona envejece. Entre otras cosas, el envejecimiento de la piel se nota por una disminución del volumen y la elasticidad. El envejecimiento de la piel es un proceso complejo que no se entiende completamente. Es el resultado de numerosas interacciones biológicas, bioquímicas y físicas que inducen daños que alterarán las funciones de la piel. La epidermis se adelgaza, la renovación celular se reduce y se ralentiza la proliferación de queratinocitos. Las uniones dermoepidérmicas se debilitan. La dermis se atrofia, con disminución de la celularidad, vascularización y matriz extracelular (MEC) (desorganización, fragmentación y reducción de las fibras de colágeno). El tejido adiposo subcutáneo también se atrofia (por mecanismos de senescencia, lipólisis y redistribución visceral), al igual que las masas musculares que se atrofian. Estos fenómenos inducen un adelgazamiento general de la piel y un debilitamiento de su soporte adipo-muscular, lo que lleva a la flacidez de la piel. Producto de la desaparición paulatina del colágeno y la elastina, la dermis se afloja y se apergamina y se arruga, formándose las primeras arrugas que aparecen alrededor de los 30 años.
Una escala de calificación integral validada ha categorizado los hallazgos clínicos del envejecimiento de la piel como laxitud (flacidez), arrugas y las diversas facetas del fotoenvejecimiento, que incluyen eritema (enrojecimiento) y telangiectasia, despigmentación (decoloración marrón), elastosis solar (coloración amarillenta), queratosis (crecimientos anormales) y mala textura. El cortisol, segregado en situaciones de estrés, provoca la degradación del colágeno, acelerando el envejecimiento de la piel.

#### Fotoenvejecimiento
El fotoenvejecimiento tiene dos preocupaciones principales: un mayor riesgo de cáncer de piel y la aparición de piel dañada. En la piel más joven, el daño solar sanará más rápido, ya que las células de la epidermis tienen una tasa de renovación más rápida, mientras que en la población de mayor edad la piel se vuelve más delgada y la tasa de renovación de la epidermis para la reparación celular es menor, lo que puede resultar en que la capa de la dermis se dañe.

### Moaicismo genético
A pesar del trabajo del gen TP53 (también llamado "guardián del genoma") que repara la mayor parte ADN, cuanto más envejece el cuerpo humano, más se parece realmente a un mosaico complejo de "grupos de células" cuyos genomas difieren ligeramente. Esto se debe a mutaciones genéticas resultantes de errores de duplicación del ADN, o acumulados, en particular después de la exposición a los rayos UV solares, contaminantes, alimentos y productos cancerígenos (humo, etc.) que inducen en ciertas células mutaciones, luego transmitidas a las células hijas. Un estudio demostró que la mosaicoidad genética de los órganos es mayor para aquellos cuyas células necesitan reproducirse con frecuencia. Y la piel es uno de los órganos más afectados.

### Reacción frente al agua

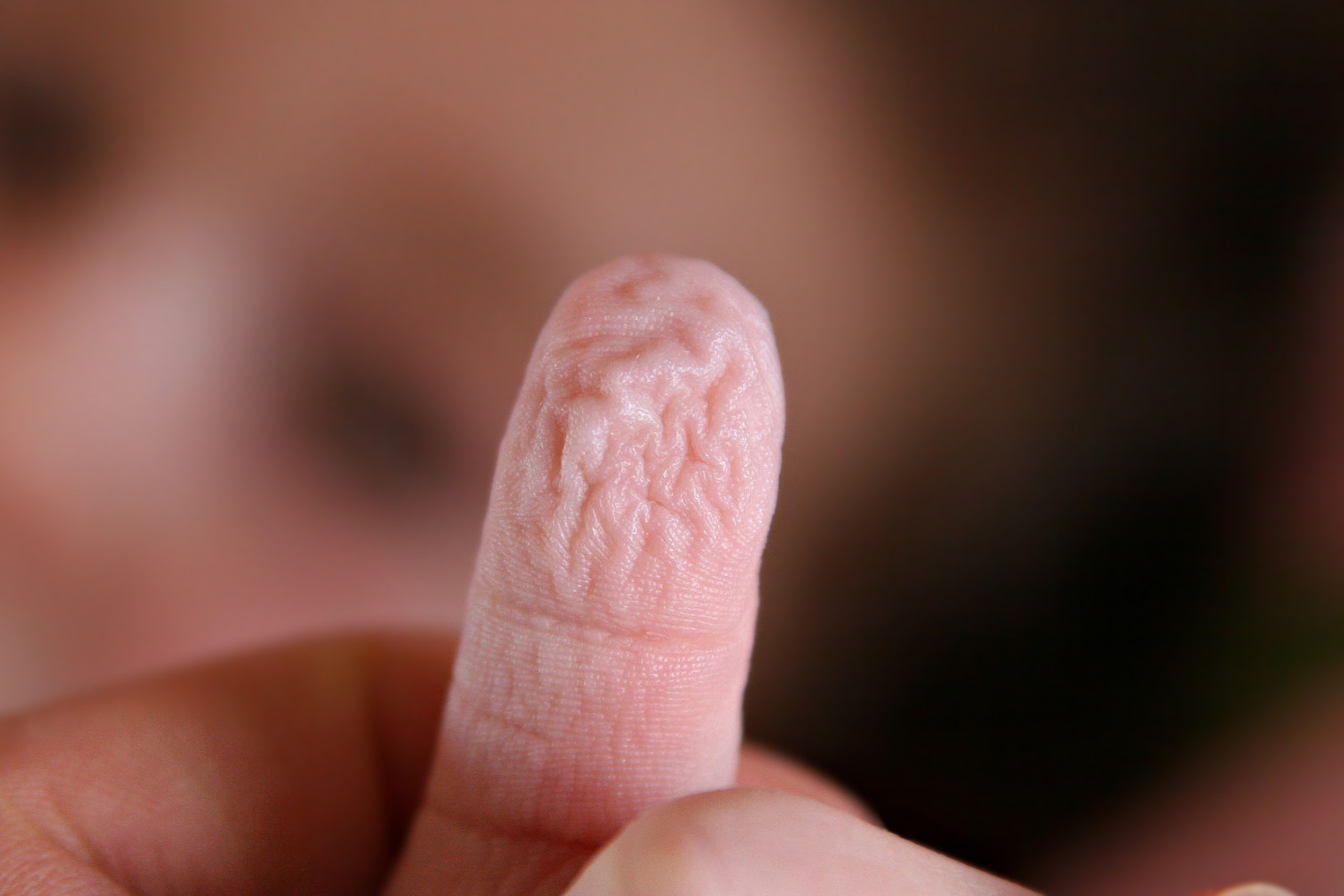
Piel arrugada de un dedo.

El sebo protege la piel de la deshidratación y de las breves estancias en el agua. Cuando los dedos o los pies se sumergen durante más de cinco minutos en agua, su piel se arruga. Este fenómeno está controlado por el sistema nervioso simpático. La piel arrugada tendría un papel evolutivo, ya que al igual que las ranuras de los neumáticos ayudan a evacuar el agua, los dedos arrugados habrían permitido a los ancestros prehistóricos recolectar alimentos de las vías fluviales o de las plantas húmedas. Las arrugas de las plantas de los pies habrían favorecido una marcha más estable bajo la lluvia

## Funciones
Las principales funciones de la piel son: barrera protectora frente a las agresiones externas (calor, sol, agua, infecciones , etc.), termorregulación (homeostasis), excreción (glándulas sudoríparas), función sensorial (nervios sensoriales, termorreceptores , etc. ), apoyo a parte de nuestra microbiota, síntesis de vitamina D. La función protectora está asegurada principalmente por la película hidrolipídica y el estrato córneo.
- Protección: una barrera anatómica contra patógenos y daños entre el ambiente interno y externo en defensa corporal; las células de Langerhans en la piel son parte del sistema inmunológico adaptativo.[40] La transpiración contiene lisozima que rompe los enlaces dentro de las paredes celulares de las bacterias.[41] La piel tiene hasta siete capas de tejido ectodérmico y protege los músculos, huesos, ligamentos y órganos internos subyacentes.[42]
- Sensación: contiene una variedad de terminaciones nerviosas que reaccionan al calor y al frío, al tacto, a la presión, a la vibración ya la lesión tisular; ver sistema somatosensorial y hápticos.
- Regulación del calor: la piel contiene un suministro de sangre muy superior a sus necesidades lo que permite un control preciso de la pérdida de energía por radiación, convección y conducción. Los vasos sanguíneos dilatados aumentan la perfusión y la pérdida de calor, mientras que los vasos contraídos reducen en gran medida el flujo sanguíneo cutáneo y conservan el calor.
- Control de la evaporación: la piel proporciona una barrera relativamente seca y semiimpermeable a la pérdida de líquidos.[40] La pérdida de esta función contribuye a la pérdida masiva de líquidos en las quemaduras.
- Estética y comunicación: los demás ven nuestra piel y pueden evaluar nuestro estado de ánimo, estado físico y atractivo.
- Almacenamiento y síntesis: actúa como un centro de almacenamiento de lípidos y agua, así como un medio de síntesis de vitamina D por acción de los rayos UV en ciertas partes de la piel.
- Excreción: el sudor contiene urea, sin embargo, su concentración es 1/130 de la de la orina, por lo tanto, la excreción por el sudor es como máximo una función secundaria a la regulación de la temperatura.
- Absorción: las células que comprenden las más externas 0.25–0.40 mm de la piel son "suministrados casi exclusivamente por oxígeno externo", aunque la "contribución a la respiración total es insignificante".  Además, el medicamento puede administrarse a través de la piel, mediante ungüentos o mediante parche adhesivo, como el parche de nicotina o la iontoforesis. La piel es un sitio importante de transporte en muchos otros organismos.
- Resistencia al agua: la piel actúa como una barrera resistente al agua para que los nutrientes esenciales no se eliminen del cuerpo.

El papel sensorial es importante con respecto a la superficie de contacto con el medio ambiente. La piel contiene cinco tipos de receptores: mecanorreceptores sensibles al tacto y a la presión), nociceptores sensibles al dolor, termorreceptores sensibles al frío o al calor. La piel tiene una media de 50 receptores/cm2, la lengua 200 receptores/cm2 , la mano 200 receptores/cm2. La máxima densidad se encuentra a nivel de las yemas de los dedos que cuentan con 2000 receptores por cm 2, lo que les permite detectar relieves de 75 nanómetros de espesor.

### Flora de la piel
La piel humana es un entorno rico en microbios. Se han encontrado alrededor de 1000 especies de bacterias de 19 filos bacterianos. La mayoría proviene de solo cuatro filos: Actinomycetota (51,8%), Bacillota (24,4%), Pseudomonadota (16,5%) y Bacteroidota (6,3%). Las especies de propionibacterias y estafilococos fueron las principales especies en las áreas sebáceas. Hay tres áreas ecológicas principales: húmeda, seca y sebácea. En los lugares húmedos del cuerpo predominan las corinebacterias junto con los estafilococos. En las zonas secas, hay una mezcla de especies pero dominada por Betaproteobacteria y Flavobacteriales. Ecológicamente, las áreas sebáceas tuvieron mayor riqueza de especies que las húmedas y secas. Las áreas con menor similitud entre personas en especies fueron los espacios entre los dedos de las manos, los espacios entre los dedos de los pies, las axilas y el muñón del cordón umbilical. De manera similar, estaban al lado de la fosa nasal, las fosas nasales (dentro de la fosa nasal) y en la parte posterior.

Reflexionando sobre la diversidad de la piel humana, algunos investigadores del microbioma de la piel humana han observado: 
...las axilas peludas y húmedas se encuentran a poca distancia de los antebrazos suaves y secos, pero estos dos nichos son probablemente tan diferentes ecológicamente como las selvas tropicales lo son de los desiertos.
El NIH llevó a cabo el Proyecto Microbioma Humano para caracterizar la microbiota humana que incluye la de la piel y el papel de este microbioma en la salud y la enfermedad.
Microorganismos como Staphylococcus epidermidis colonizan la superficie de la piel. La densidad de la flora de la piel depende de la región de la piel. La superficie de la piel desinfectada se recoloniza a partir de bacterias que residen en las áreas más profundas del folículo piloso, el intestino y las aberturas urogenitales.

## Significación clínica

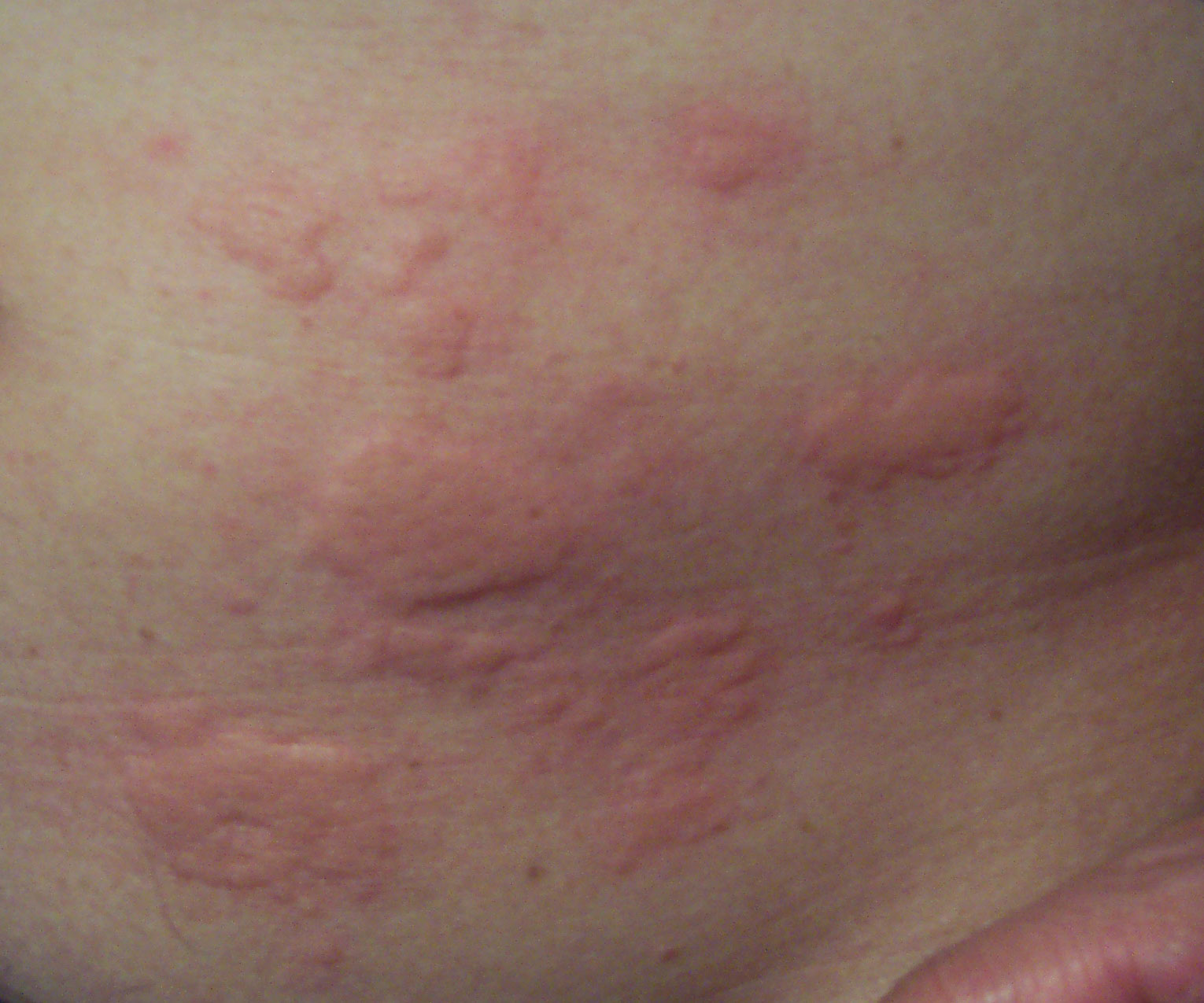
Una erupción típica

Las enfermedades de la piel incluyen infecciones de la piel y neoplasias de la piel (incluido el cáncer de piel). La dermatología es la rama de la medicina que se ocupa de las afecciones de la piel. 
La piel también es valiosa para el diagnóstico de otras afecciones, ya que muchos signos médicos se muestran a través de la piel. El color de la piel afecta la visibilidad de estos signos, una fuente de diagnóstico erróneo en el personal médico desprevenido.

## Cultura y sociedad

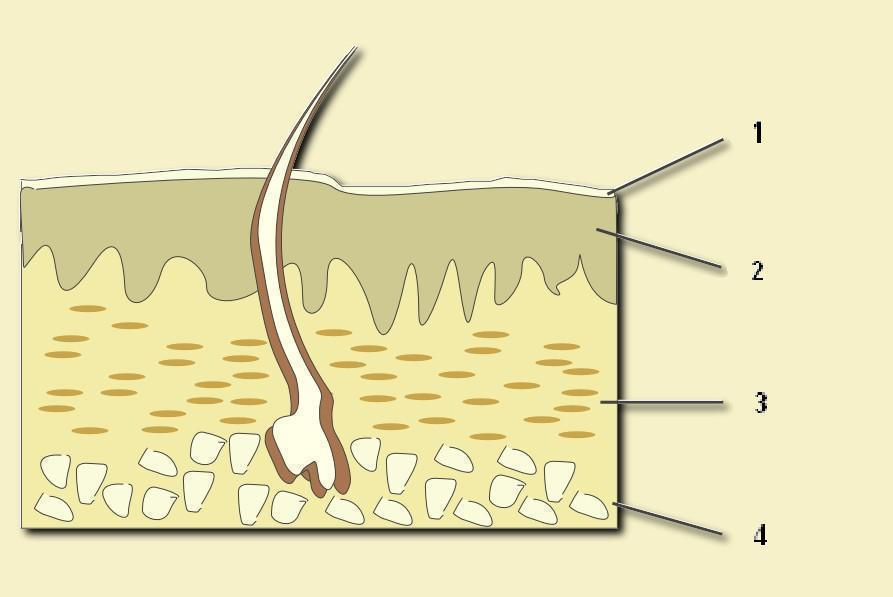
Esquema que ilustra el tejido de la piel y sus capas.

### Higiene y cuidado de la piel
La piel es compatible con sus propios ecosistemas de microorganismos, incluidas las levaduras y las bacterias, que no se pueden eliminar con ninguna cantidad de limpieza. Las estimaciones sitúan el número de bacterias individuales en la superficie de 1 pulgada cuadrada (6,5 cm²) de piel humana en 50 millones, aunque esta cifra varía mucho sobre el promedio 20 pies cuadrados (2 m²) de piel humana. Las superficies aceitosas, como la cara, pueden contener más de 78 millones de bacterias por centímetro cuadrado. A pesar de estas grandes cantidades, todas las bacterias que se encuentran en la superficie de la piel caben en un volumen del tamaño de un guisante. En general, los microorganismos se controlan unos a otros y son parte de una piel sana. Cuando se altera el equilibrio, puede haber un crecimiento excesivo e infección, como cuando los antibióticos matan a los microbios, lo que da como resultado un crecimiento excesivo de la levadura. La piel se continúa con el revestimiento epitelial interno del cuerpo en los orificios, cada uno de los cuales soporta su propio complemento de microbios.
Los cosméticos deben usarse con cuidado en la piel porque pueden causar reacciones alérgicas. Cada estación requiere ropa adecuada para facilitar la evaporación del sudor. La luz del sol, el agua y el aire juegan un papel importante en el mantenimiento de la salud de la piel.

#### Piel grasosa
La piel grasa es causada por glándulas sebáceas hiperactivas, que producen una sustancia llamada sebo, un lubricante para la piel naturalmente saludable. Una dieta de alto índice glucémico y el consumo de productos lácteos (excepto el queso) aumentan la generación de IGF-1, lo que a su vez aumenta la producción de sebo. El lavado excesivo de la piel no provoca una sobreproducción de sebo, pero puede provocar sequedad.
Cuando la piel produce un exceso de sebo, se vuelve pesada y de textura espesa, lo que se conoce como piel grasa. La piel grasa se caracteriza por brillos, manchas y espinillas. El tipo de piel grasa no es necesariamente malo, ya que esa piel es menos propensa a las arrugas u otros signos de envejecimiento, porque el aceite ayuda a mantener la humedad necesaria atrapada en la epidermis (capa más externa de la piel). El aspecto negativo del tipo de piel grasa es que las pieles grasas son especialmente susceptibles a poros obstruidos, puntos negros y acumulación de células muertas en la superficie de la piel. La piel grasa puede tener una textura cetrina y áspera y tiende a tener poros grandes y claramente visibles en todas partes, excepto alrededor de los ojos y el cuello.

## Permeabilidad
La piel humana tiene una baja permeabilidad; es decir, la mayoría de las sustancias extrañas no pueden penetrar ni difundirse a través de la piel. La capa más externa de la piel, el estrato córneo, es una barrera eficaz para la mayoría de las partículas nanométricas inorgánicas. Esto protege al cuerpo de partículas externas como las toxinas al no permitir que entren en contacto con los tejidos internos. Sin embargo, en algunos casos es deseable permitir la entrada de partículas al cuerpo a través de la piel. Las posibles aplicaciones médicas de dicha transferencia de partículas han impulsado el desarrollo de la nanomedicina y la biología para aumentar la permeabilidad de la piel. Una aplicación de la administración transcutánea de partículas podría ser localizar y tratar el cáncer. Los investigadores nanomédicos buscan dirigirse a la epidermis y otras capas de división celular activa donde las nanopartículas pueden interactuar directamente con las células que han perdido sus mecanismos de control del crecimiento (células cancerosas). Tal interacción directa podría usarse para diagnosticar con mayor precisión las propiedades de tumores específicos o para tratarlos mediante la administración de fármacos con especificidad celular.

### Nanopartículas
Nanopartículas de 40 nm de diámetro y menores han logrado penetrar la piel. La investigación confirma que las nanopartículas de más de 40 nm no penetran la piel más allá del estrato córneo. La mayoría de las partículas que penetran se difundirán a través de las células de la piel, pero algunas viajarán por los folículos pilosos y alcanzarán la capa de la dermis.
También se ha estudiado la permeabilidad de la piel en relación con diferentes formas de nanopartículas. La investigación ha demostrado que las partículas esféricas tienen una mejor capacidad para penetrar la piel en comparación con las partículas oblongas (elipsoidales) porque las esferas son simétricas en las tres dimensiones espaciales. Un estudio comparó las dos formas y registró datos que mostraban partículas esféricas ubicadas profundamente en la epidermis y la dermis, mientras que las partículas elipsoidales se encontraban principalmente en el estrato córneo y las capas epidérmicas. Los nanorods se utilizan en experimentos debido a sus propiedades fluorescentes únicas, pero han mostrado una penetración mediocre.
Las nanopartículas de diferentes materiales han demostrado las limitaciones de permeabilidad de la piel. En muchos experimentos, las nanopartículas de oro de 40 nm de diámetro o menores han demostrado que penetran en la epidermis. El óxido de titanio (TiO2), el óxido de zinc (ZnO) y las nanopartículas de plata son ineficaces para penetrar la piel más allá del estrato córneo.  Se ha demostrado que los puntos cuánticos de seleniuro de cadmio (CdSe) penetran de manera muy efectiva cuando tienen ciertas propiedades. Debido a que el CdSe es tóxico para los organismos vivos, la partícula debe cubrirse con un grupo de superficie. Un experimento que comparó la permeabilidad de los puntos cuánticos recubiertos con polietilenglicol (PEG), PEG-amina y ácido carboxílico concluyó que los grupos de superficie de PEG y PEG-amina permitieron la mayor penetración de partículas. Las partículas recubiertas de ácido carboxílico no penetraron más allá del estrato córneo.

### Aumento de la permeabilidad
Los científicos creían anteriormente que la piel era una barrera eficaz contra las partículas inorgánicas. Se creía que el daño de los factores de estrés mecánicos era la única forma de aumentar su permeabilidad.
Recientemente, se han desarrollado métodos más simples y efectivos para aumentar la permeabilidad de la piel. La radiación ultravioleta (UVR) daña levemente la superficie de la piel y provoca un defecto dependiente del tiempo que permite una penetración más fácil de las nanopartículas. La alta energía de la UVR provoca una reestructuración de las células, debilitando el límite entre el estrato córneo y la capa epidérmica. El daño de la piel generalmente se mide por la pérdida de agua transepidérmica (TEWL), aunque la TEWL puede tardar de 3 a 5 días en alcanzar su valor máximo. Cuando el TEWL alcanza su valor más alto, la densidad máxima de nanopartículas es capaz de penetrar en la piel. Si bien el efecto de una mayor permeabilidad después de la exposición a los rayos UV puede conducir a un aumento en la cantidad de partículas que penetran en la piel, no se ha determinado la permeabilidad específica de la piel después de la exposición a los rayos UV en relación con partículas de diferentes tamaños y materiales. 
Existen otros métodos para aumentar la penetración de nanopartículas por daño en la piel: el decapado con cinta adhesiva es el proceso en el que se aplica cinta adhesiva a la piel y luego se levanta para quitar la capa superior de la piel; la abrasión de la piel se realiza afeitando la parte superior 5-10 μm de la superficie de la piel; la mejora química aplica productos químicos como polivinilpirrolidona (PVP), dimetilsulfóxido (DMSO) y ácido oleico a la superficie de la piel para aumentar la permeabilidad; electroporación aumenta la permeabilidad de la piel mediante la aplicación de pulsos cortos de campos eléctricos. Los pulsos son de alto voltaje y del orden de milisegundos cuando se aplican. Las moléculas cargadas penetran en la piel con más frecuencia que las moléculas neutras después de que la piel ha estado expuesta a pulsos de campos eléctricos. Los resultados han mostrado moléculas del orden de 100 μm para penetrar fácilmente la piel electroporada.

### Aplicaciones
Un área de gran interés en la nanomedicina es el parche transdérmico por la posibilidad de una aplicación indolora de agentes terapéuticos con muy pocos efectos secundarios. Los parches transdérmicos se han limitado a administrar una pequeña cantidad de fármacos, como la nicotina, debido a las limitaciones en la permeabilidad de la piel. El desarrollo de técnicas que aumentan la permeabilidad de la piel ha dado lugar a más fármacos que se pueden aplicar a través de parches transdérmicos y más opciones para los pacientes.
El aumento de la permeabilidad de la piel permite que las nanopartículas penetren y se dirijan a las células cancerosas. Las nanopartículas junto con las técnicas de imagen multimodal se han utilizado como una forma de diagnosticar el cáncer de forma no invasiva. La piel con alta permeabilidad permitió que los puntos cuánticos con un anticuerpo adherido a la superficie para la orientación activa penetraran con éxito e identificaran tumores cancerosos en ratones. La orientación al tumor es beneficiosa porque las partículas se pueden excitar mediante microscopía de fluorescencia y emiten energía luminosa y calor que destruirán las células cancerosas.

### Bloqueador solar y protector solar
El bloqueador solar y el protector solar son diferentes productos importantes para el cuidado de la piel, aunque ambos ofrecen protección total contra el sol.
- Bloqueador solar: el bloqueador solar es opaco y más fuerte que el protector solar, ya que puede bloquear la mayoría de los rayos UVA/UVB y la radiación del sol, y no es necesario volver a aplicarlo varias veces al día. El dióxido de titanio y el óxido de zinc son dos de los ingredientes importantes de los bloqueadores solares.[65]
- Protector solar: el protector solar es más transparente una vez que se aplica a la piel y también tiene la capacidad de proteger contra los rayos UVA/UVB, aunque los ingredientes del protector solar tienen la capacidad de descomponerse a un ritmo más rápido una vez que se exponen a la luz solar, y parte de la radiación puede para penetrar en la piel. Para que el protector solar sea más efectivo es necesario reaplicar constantemente y usar uno con un factor de protección solar más alto.

### Dieta
- La vitamina A, también conocida como retinoides, beneficia la piel al normalizar la queratinización, regular a la baja la producción de sebo que contribuye al acné, y revertir y tratar el fotodaño, las estrías y la celulitis.
- La vitamina D y los análogos se utilizan para regular a la baja el sistema inmunitario cutáneo y la proliferación epitelial al mismo tiempo que promueven la diferenciación.
- La vitamina C es un antioxidante que regula la síntesis de colágeno, forma lípidos de barrera, regenera la vitamina E y proporciona fotoprotección.
- La vitamina E es un antioxidante de membrana que protege contra el daño oxidativo y también brinda protección contra los dañinos rayos UV.[66]

Varios estudios científicos confirmaron que los cambios en el estado nutricional basal afectan el estado de la piel.

### Vulnerabilidad a la contaminación
Se ha comprobado que la piel se ve afectada por muchos contaminantes del aire, incluidos los relacionados con los gases de escape como el dióxido de nitrógeno o las partículas en suspensión, en detrimento de la salud: Los pacientes más expuestos a los contaminantes del aire comunes también son aquellos con las tasas más altas de inflamación crónica de la piel y la mayoría de las manchas de la edad. Los cultivos de piel expuestos al aire contaminado muestran un aumento en el número de células anormales o moribundas, así como daños en el ADN. La piel, siempre que no esté perforada o desgastada, es una barrera eficaz contra la mayoría de los microbios, pero es vulnerable a los contaminantes lipofílicos y liposolubles (que pueden atravesar las membranas lipídicas entre las células). La piel también es permeable a la humedad que puede transportar contaminantes solubles en agua. Los ungüentos, las pomadas o los parches adhesivos de medicamentos o la nicotina, o ciertos aceites esenciales, penetran fácilmente en él.
Su envejecimiento es acelerado por los rayos UV, directa e indirectamente a través del estrés oxidativo inducido por los radicales libres que contribuyen a formar en la piel, fuentes del carcinoma de células escamosas. El cóctel de contaminantes transportados por el aire comúnmente contiene ftalatos que se sabe que son problemáticos cuando se ingieren.Se ha demostrado que se absorbe mucho más a través de la piel que a través de la respiración pulmonar. Muchos pesticidas también son tóxicos cuando pasan a través de la piel. Por ejemplo, el clorpirifos utilizado en arrozales de Ghana pasa de la ropa de los trabajadores a su sangre, a través de la piel, provocando confusión y malestar intestinal. Los plaguicidas en contacto con la piel suelen desencadenar dermatitis de contacto, acné e incluso melanomas.
Evaluar adecuadamente los niveles de exposición de la piel a los contaminantes a lo largo de la vida sigue siendo difícil, en particular porque en el mismo trabajo, diferentes comportamientos pueden modular el nivel de exposición percutánea a los contaminantes en el trabajo o en el hogar. Además, probablemente existan predisposiciones genéticas.